# Eurovision Song Contest 2012
Eurovision Song Contest 2012 là Cuộc thi Ca khúc Truyền hình châu Âu thứ 57. Cuộc thi được tổ chức ở Baku, Azerbaijan, sau chiến thắng của quốc gia tại cuộc thi năm 2011. Nữ ca sĩ người Thụy Điển, Loreen đã vượt qua các ứng cử viên đến từ 26 quốc gia, giành ngôi vị quán quân cuộc thi tiếng hát truyền hình châu Âu Eurovision 2012, với bài hát "Euphoria". Hai trận bán kết đã được tổ chức vào ngày 22 và 24 tháng 5 năm 2012, và đêm chung kết được tổ chức vào ngày 26 tháng 5 năm 2012.
42 quốc gia tham gia cuộc thi, với Montenegro trở lại, quốc gia này tham dự lần cuối vào năm 2009, và Ba Lan và Armenia rút lui. Á quân là Nga, và Serbia đứng thứ ba. Tiếp theo là nước chủ nhà, Azerbaijan, kết thúc ở vị trí thứ 4. Albania đã lần đầu đạt vị trí trong top 5, kết thúc ở vị trí thứ 5. Đức, Ý và Tây Ban Nha là ba thành viên của "Big Five" được xếp hạng trong top 10, kết thúc ở vị trí 8, 9 và 10 theo tương ứng.

## Kết quả

Các nước tham dự vòng bán kết 1
Các nước được đặc cách vào vòng chung kết, nhưng cũng được quyền bầu chọn tại vòng bán kết 1
Các nước tham dự vòng bán kết 2
Các nước được đặc cách vào vòng chung kết, nhưng cũng được quyền bầu chọn tại vòng bán kết 2

### Bán kết 1
| Thứ tự | Quốc gia   | Nghệ sĩ                                             | Ca khúc                   | Ngôn ngữ                     | Vị trí | Số điểm |
| ------ | ---------- | --------------------------------------------------- | ------------------------- | ---------------------------- | ------ | ------- |
| 01     | Montenegro | Rambo Amadeus                                       | "Euro Neuro"              | Tiếng Anh                    | 15     | 20      |
| 02     | Iceland    | Greta Salóme Stefánsdóttir & Jón Jósep Snæbjörnsson | "Never Forget"            | Tiếng Anh                    | 8      | 75      |
| 03     | Hy Lạp     | Eleftheria Eleftheriou                              | "Aphrodisiac"             | Tiếng Anh                    | 4      | 116     |
| 04     | Latvia     | Anmary                                              | "Beautiful Song"          | Tiếng Anh                    | 16     | 17      |
| 05     | Albania    | Rona Nishliu                                        | "Suus"                    | Tiếng Albania                | 2      | 146     |
| 06     | România    | Mandinga                                            | "Zaleilah"                | Tiếng Tây Ban Nha, Tiếng Anh | 3      | 120     |
| 07     | Thụy Sĩ    | Sinplus                                             | "Unbreakable"             | Tiếng Anh                    | 11     | 45      |
| 08     | Bỉ         | Iris                                                | "Would You"               | Tiếng Anh                    | 17     | 16      |
| 09     | Phần Lan   | Pernilla Karlsson                                   | "När jag blundar"         | Tiếng Thụy Điển              | 12     | 41      |
| 10     | Israel     | Izabo                                               | "Time"                    | Tiếng Anh, Tiếng Do Thái     | 13     | 33      |
| 11     | San Marino | Valentina Monetta                                   | "The Social Network Song" | Tiếng Anh                    | 14     | 31      |
| 12     | Síp        | Ivi Adamou                                          | "La La Love"              | Tiếng Anh                    | 7      | 91      |
| 13     | Đan Mạch   | Soluna Samay                                        | "Should've Known Better"  | Tiếng Anh                    | 9      | 63      |
| 14     | Nga        | Buranovskiye Babushki                               | "Party for Everybody"     | Tiếng Udmurt, Tiếng Anh      | 1      | 152     |
| 15     | Hungary    | Compact Disco                                       | "Sound of Our Hearts"     | Tiếng Anh                    | 10     | 52      |
| 16     | Áo         | Trackshittaz                                        | "Woki mit deim popo"      | Tiếng Đức                    | 18     | 8       |
| 17     | Moldova    | Pasha Parfeny                                       | "Lăutar"                  | Tiếng Anh                    | 5      | 100     |
| 18     | Ireland    | Jedward                                             | "Waterline"               | Tiếng Anh                    | 6      | 92      |

### Bán kết 2
| Thứ tự | Quốc gia             | Nghệ sĩ                | Ca khúc                 | Ngôn ngữ         | Vị trí | Số điểm |
| ------ | -------------------- | ---------------------- | ----------------------- | ---------------- | ------ | ------- |
| 01     | Serbia               | Željko Joksimović      | "Nije ljubav stvar"     | Tiếng Serbia     | 2      | 159     |
| 02     | Macedonia            | Kaliopi                | "Crno i belo"           | Tiếng Macedonia  | 9      | 53      |
| 03     | Hà Lan               | Joan Franka            | "You and Me"            | Tiếng Anh        | 15     | 35      |
| 04     | Malta                | Kurt Calleja           | "This Is the Night"     | Tiếng Anh        | 7      | 70      |
| 05     | Belarus              | Litesound              | "We Are the Heroes"     | Tiếng Anh        | 16     | 35      |
| 06     | Bồ Đào Nha           | Filipa Sousa           | "Vida minha"            | Tiếng Bồ Đào Nha | 13     | 39      |
| 07     | Ukraina              | Gaitana                | "Be My Guest"           | Tiếng Anh        | 8      | 64      |
| 08     | Bulgaria             | Sofi Marinova          | "Love Unlimited"        | Tiếng Bulgaria   | 11     | 45      |
| 09     | Slovenia             | Eva Boto               | "Verjamem"              | Tiếng Slovenia   | 17     | 31      |
| 10     | Croatia              | Nina Badrić            | "Nebo"                  | Tiếng Croatia    | 12     | 42      |
| 11     | Thụy Điển            | Loreen                 | "Euphoria"              | Tiếng Anh        | 1      | 181     |
| 12     | Gruzia               | Anri Jokhadze          | "I'm a Joker"           | Tiếng Anh        | 14     | 36      |
| 13     | Thổ Nhĩ Kỳ           | Can Bonomo             | "Love Me Back"          | Tiếng Anh        | 5      | 80      |
| 14     | Estonia              | Ott Lepland            | "Kuula"                 | Tiếng Estonia    | 4      | 100     |
| 15     | Slovakia             | Miroslav Šmajda        | "Don't Close Your Eyes" | Tiếng Anh        | 18     | 22      |
| 16     | Na Uy                | Tooji                  | "Stay"                  | Tiếng Anh        | 10     | 45      |
| 17     | Bosna và Hercegovina | Maja Hodžić-Sarihodžić | "Korake ti znam"        | Tiếng Bosnia     | 5      | 100     |
| 18     | Litva                | Donny Montell          | "Love Is Blind"         | Tiếng Anh        | 3      | 104     |

### Chung kết
| Thứ tự | Quốc gia             | Nghệ sĩ                                             | Ca khúc                  | Ngôn ngữ                     | Vị trí | Số điểm |
| ------ | -------------------- | --------------------------------------------------- | ------------------------ | ---------------------------- | ------ | ------- |
| 01     | Anh Quốc             | Engelbert Humperdinck                               | "Love Will Set You Free" | Tiếng Anh                    | 25     | 12      |
| 02     | Hungary              | Compact Disco                                       | "Sound of Our Hearts"    | Tiếng Anh                    | 24     | 19      |
| 03     | Albania              | Rona Nishliu                                        | "Suus"                   | Tiếng Albania                | 5      | 146     |
| 04     | Litva                | Donny Montell                                       | "Love Is Blind"          | Tiếng Anh                    | 14     | 70      |
| 05     | Bosna và Hercegovina | Maja Hodžić-Sarihodžić                              | "Korake ti znam"         | Tiếng Bosnia                 | 18     | 55      |
| 06     | Nga                  | Buranovskiye Babushki                               | "Party for Everybody"    | Tiếng Udmurt, Tiếng Anh      | 2      | 259     |
| 07     | Iceland              | Greta Salóme Stefánsdóttir & Jón Jósep Snæbjörnsson | "Never Forget"           | Tiếng Anh                    | 20     | 46      |
| 08     | Síp                  | Ivi Adamou                                          | "La La Love"             | Tiếng Anh                    | 16     | 65      |
| 09     | Pháp                 | Anggun                                              | "Echo"                   | Tiếng Pháp, Tiếng Anh        | 22     | 21      |
| 10     | Ý                    | Nina Zilli                                          | "L'amore è femmina"      | Tiếng Ý                      | 9      | 101     |
| 11     | Estonia              | Ott Lepland                                         | "Kuula"                  | Tiếng Estonia                | 6      | 120     |
| 12     | Na Uy                | Tooji                                               | "Stay"                   | Tiếng Anh                    | 26     | 7       |
| 13     | Azerbaijan           | Sabina Babayeva                                     | "When the Music Dies"    | Tiếng Anh                    | 4      | 150     |
| 14     | România              | Mandinga                                            | "Zaleilah"               | Tiếng Tây Ban Nha, Tiếng Anh | 13     | 71      |
| 15     | Đan Mạch             | Soluna Samay                                        | "Should've Known Better" | Tiếng Anh                    | 23     | 21      |
| 16     | Hy Lạp               | Eleftheria Eleftheriou                              | "Aphrodisiac"            | Tiếng Anh                    | 17     | 64      |
| 17     | Thụy Điển            | Loreen                                              | "Euphoria"               | Tiếng Anh                    | 1      | 372     |
| 18     | Thổ Nhĩ Kỳ           | Can Bonomo                                          | "Love Me Back"           | Tiếng Anh                    | 7      | 112     |
| 19     | Tây Ban Nha          | Pastora Soler                                       | "Quédate conmigo"        | Tiếng Tây Ban Nha            | 10     | 97      |
| 20     | Đức                  | Roman Lob                                           | "Standing Still"         | Tiếng Anh                    | 8      | 110     |
| 21     | Malta                | Kurt Calleja                                        | "This Is the Night"      | Tiếng Anh                    | 21     | 41      |
| 22     | Macedonia            | Kaliopi                                             | "Crno i belo"            | Tiếng Macedonia              | 12     | 71      |
| 23     | Ireland              | Jedward                                             | "Waterline"              | Tiếng Anh                    | 19     | 46      |
| 24     | Serbia               | Željko Joksimović                                   | "Nije ljubav stvar"      | Tiếng Serbia                 | 3      | 214     |
| 25     | Ukraina              | Gaitana                                             | "Be My Guest"            | Tiếng Anh                    | 15     | 65      |
| 26     | Moldova              | Pasha Parfeny                                       | "Lăutar"                 | Tiếng Anh                    | 11     | 81      |